# أنيفى
الأُنَيْفَى (بالإنجليزية: Nasion)‏، هي النقطة الأمامية القصوى للدرز الجبهي الأنفي والتي تجمع الجزء الأنفي من العظم الجبهي بعظام الأنف. ويمثل نقطة الوسط عند تقاطع الدرز الجبهي الأنفي مع الدرز بين عَظْمَي الأنف الذي يجمع عظام الأنف. يمكن رؤيته على الوجه كمنطقة منخفضة بشكل واضح بين العينين، فوق جسر الأنف مباشرةً. ويعتبر إحدى علامات قياسات الرأس التي تقع أسفل المقطب.